# Groupe de NGC 841
Le groupe de NGC 841 comprend au sept galaxies situées dans les constellations d'Andromède et du Triangle. La distance moyenne entre ce groupe et la Voie lactée est d'environ 62,8 Mpc (∼205 millions d'al).

## Membres
Le tableau ci-dessous liste les six galaxies brillantes dans le domaine des rayons X mentionnées dans un article de Sengupta et Balasubramanyam paru en 2006. La septième galaxie, UGC 1771, fait aussi partie de ce groupe, mais elle ne brille pas dans le domaine des rayons X.
| Nom      | Constellation | Classification | Type                  | α (J2000.0)   | δ (J2000.0) | Vitesse radiale (km/s) | Magnitude apparente | Distance (Mpc) | Diamètre (kal) |
| -------- | ------------- | -------------- | --------------------- | ------------- | ----------- | ---------------------- | ------------------- | -------------- | -------------- |
| NGC 841  | Andromède     | (R')SAB(s)ab   | Spirale intermédiaire | 02h 11m 17.3s | 37° 29′ 50″ | 4540 ± 7               | 12,6                | 63,6 ± 4,5     | 103            |
| NGC 834  | Andromède     | S?             | Spirale               | 02h 11m 01.3s | 37° 39′ 59″ | 4593 ± 6               | 13,1                | 64,3 ± 4,5     | 53             |
| NGC 845  | Andromède     | Sb             | Spirale               | 02h 12m 19.8s | 37° 28′ 38″ | 4429 ± 17              | 13,5                | 61,9 ± 4,3     | 92             |
| UGC 1650 | Triangle      | Sd             | Spirale               | 02h 09m 26.4s | 37° 15′ 30″ | 4585 ± 4               | 15,451              | 64,1 ± 4,5     | 132            |
| UGC 1673 | Andromède     | S?             | Spirale               | 02h 10m 59.7s | 37° 49′ 26″ | 4362 ± 5               | 11,341 ± 0,034      | 60,9 ± 4,3     | 67             |
| UGC 1721 | Andromède     | SB(rs)bc       | Spirale barrée        | 02h 14m 34.1s | 37° 24′ 29″ | 4639 ± 5               | 13,74               | 65,0 ± 4,6     | 146            |
| UGC 1771 | Andromède     | Sm?            | Spirale magellanique  | 02h 18m 18.9s | 37° 53′ 32″ | 4330 ± 4               | 112,179 ± 0,0091    | 60,5 ± 4,2     | 131            |

- 1Dans le proche infrarouge.

Le site DeepskyLog permet de trouver aisément les constellations des galaxies mentionnées dans ce tableau ou si elles ne s'y trouvent pas, l'outil du site constellation permet de le faire à l'aide des coordonnées de la galaxie. Sauf indication contraire, les données proviennent du site NASA/IPAC.